# Bobenheim-Roxheim
Bobenheim-Roxheim – gmina bezzwiązkowa (niem. verbandsfreie Gemeinde) w Niemczech, w kraju związkowym Nadrenia-Palatynat, w powiecie Rhein-Pfalz.

## Współpraca
Miejscowości partnerskie:
- Chevigny-Saint-Sauveur, Francja
- Jeßnitz (Anhalt) – dzielnica Raguhn-Jeßnitz, Saksonia-Anhalt